# Kerstin Lock-Hult
Kerstin Lock-Hult, född 8 december 1923 i Skutskärs församling i Uppsala län, död 25 december 2022 i Höganäs, var en svensk målare, grafiker och emaljkonstnär.
Hon var dotter till sjökaptenen Edwin Lock och Bertha Elfström och från 1953 gift med Torsten Hult fram till hans död. Separat ställde hon ut i bland annat Polen, Bromölla, Höganäs, Helsingborg, Båstad, Lund, Linköping och Malmö. Vid sidan av sitt eget skapande arbetade hon som handledare i konstkurser inom studieförbunden 1951-1969. Kerstin Lock-Hult är representerad vid Okregowe museum i Polen, Höganäs Museum och Konsthall och Helsingborgs museum samt hos flera svenska landsting.